# L'agenda nascosta
L'agenda nascosta (Hidden Agenda) è un film del 1990 diretto da Ken Loach, vincitore del premio della giuria al 43º festival di Cannes.
In Italia è uscito in videocassetta e in DVD, ma non è stato proiettato nei cinema.

## Trama
Belfast, Irlanda del Nord, primi anni ottanta. Due attivisti americani, l'avvocato Paul Sullivan e la fidanzata Ingrid Jessner, stanno raccogliendo testimonianze sulle presunte violazioni dei diritti civili compiute dalla polizia inglese nei confronti di cittadini sospettati di appartenere all'I.R.A., l'esercito irredentista irlandese. Mentre sta guidando in compagnia d'un simpatizzante dell'I.R.A. e d'una registrazione contenente una testimonianza di tali abusi, Paul viene ucciso dalla polizia inglese. Nei rapporti ufficiali Paul viene indicato come complice dell'I.R.A. ma Ingrid intende fare luce sull'accaduto. Con l'aiuto d'un agente inglese, Peter Kerrigan, scopre che il rapporto della polizia sulla morte del compagno è stato falsificato. I due scoprono una cospirazione che coinvolge pezzi grossi e gradualmente viene alla luce un complotto che coinvolge la C.I.A. e la sua influenza sulle elezioni britanniche del 1979 di Margaret Thatcher come primo ministro. Non più al sicuro, Ingrid e Kerrigan devono così decidere se rischiare la loro vita per svelare la verità.

## Ispirazione
Sebbene fittizio, il film s'ispira all'inchiesta relativa alla presunta politica shoot to kill ("sparare per uccidere") adottata dalla polizia nord irlandese (Royal Ulster Constabulary) negli anni in cui la pellicola è ambientata. Il personaggio interpretato da Brian Cox (l'agente Peter Kerrigan) s'ispira alla figura di John Stalker, leader di tale inchiesta, che venne rimosso dall'incarico dopo avere scoperto omicidi ingiustificati da parte del Royal Ulster Constabulary. Nel film viene menzionata anche l'unità anti-terroristica clandestina "E4A" del Royal Ulster Constabulary, sospettata d'essere coinvolta negli omicidi.